# José Ángel Pedraza
José Ángel Pedraza (Deán Funes, Córdoba, 1943 - Buenos Aires, 23 de diciembre de 2018) fue un sindicalista argentino que ejerció el control burocrático de la Unión Ferroviaria desde 1985, hasta su detención en 2012 por el asesinato del joven militante del Partido Obrero Mariano Ferreyra. Murió a los 75 años el día 23 de diciembre de 2018.

## Biografía
Pedraza, hijo de un peón ferroviario, admitió que en su infancia sufrió hambre.
En 1960, ingresó al Ferrocarril Belgrano, como obrero. En esa década, adhirió al marxismo pero luego se acercó al peronismo cuando ingresó a la CGT de los Argentinos. Poco antes del golpe interno contra el dictador Juan Carlos Onganía, Pedraza fue encarcelado con otros activistas sociales.

## Durante la última dictadura
En 1979 participó de un paro general contra la dictadura militar. En la década de 1980 participó del Grupo de los 25, un sector sindical liderado por Roberto García que, aliado a Antonio Cafiero y la "Renovación Peronista", enfrentado a la ortodoxia peronista de Herminio Iglesias y Lorenzo Miguel.

## En democracia
En 1985 ganó las elecciones de su gremio, donde fue elegido secretario general. En la década de 1990 apoyó el proceso de privatizaciones de Carlos Menem.
En 1996, asumió la Secretaría general de la Unión Ferroviaria.
Desde entonces, en el auge del menemismo, pasó a ser empresario.
Durante el gobierno de los Kirchner apoyó y participó de las políticas oficiales, lo que lo llevó a manejar el ferrocarril Belgrano Cargas, a través de su esposa. Casado en segundas nupcias con Graciela Isabel Coria, quien presidió la empresa Belgrano Cargas (que manejaba Pedraza) y  tiene un lugar en la Sociedad Operadora de Emergencia SA. En 2003 firmó el convenio 612/03, en favor de las empresas América Latina Logística Central SA y América Latina Logística Mesopotámica SA que obligaba a los trabajadores a mantener el servicio en funcionamiento en caso de huelga, algo que va en contra de la Organización Internacional del Trabajo.

## Delitos
En 2006, fue procesado y embargado por 50 millones de pesos por la Justicia por el desvío de 34 millones de pesos de aportes de los afiliados de su sindicato entre 1993 y 1998.
El 10 de septiembre de 2012 fue procesado por una causa paralela que investiga el intento de pago de sobornos a un juez federal para lograr su libertad y la de un grupo de sindicalistas detenidos por el asesinato de Mariano Ferreyra.
El 19 de abril de 2013 el Tribunal Oral en lo Criminal N° 21 de la Capital Federal dio a conocer los fundamentos de la sentencia que lo condenó a 15 años de prisión (junto a otros imputados) como responsable intelectual en el homicidio del joven militante del Partido Obrero Mariano Ferreyra, ocurrido el 20 de octubre de 2010.
El sindicato quedó a cargo de su actual "segundo", Juan Carlos "el Gallego" Fernández.

## Muerte
Pedraza murió en la noche del sábado 22 de diciembre de 2018 en la clínica Agote, desde su entorno explicaron que su cuadro de salud había empeorado en el último tiempo y había estado internado, en coma, durante un mes.